# Buñuel
Buñuel es una villa y un municipio de Navarra, situado en la Merindad de Tudela, en la Ribera de Navarra. Cuenta con una población de 2315 habitantes (INE 2024).

## Símbolos
El escudo de armas de la villa de Buñuel tiene el siguiente blasón:

Trae de gules y un lábaro de oro. En el abismo del centro, las cadenas de Navarra en círculo de oro. Por timbre una corona abierta.

Con los mismos colores y metales está pintado en las vidrieras del Palacio de Navarra. Además se conserva en el Archivo Real y General de Navarra un sello del siglo XII, «en el que figura una barca con el mástil rematado por una cruz. Simboliza este emblema el derecho de la villa a cobrar a cuantas personas cruzasen el Ebro.» 

Según el Ayuntamiento de Buñuel respecto al escudo empleado en la villa demuestran que el emblema mencionado anteriormente eclesiástico, acabará siendo prohibido, en el año 1980 se instaurará de nuevo el escudo con la Barca, signo claramente representativo de esta villa de Buñuel.

## Geografía
Integrado en la comarca de La Ribera, se sitúa a 113 kilómetros de Pamplona. El término municipal está atravesado por la Autovía del Ebro (A-68) y por carreteras locales que conectan con Ribaforada y Cortes. El relieve del municipio es prácticamente llano al encontrarse en la ribera del río Ebro, que cruza el territorio de noroeste a sureste. Paralelo al río está el Canal Imperial de Aragón, que sirve para el regadío. La altitud oscila entre los 284 metros al oeste y los 235 metros a orillas del río. El pueblo se alza a 243 metros sobre el nivel del mar. 
| Noroeste: Fustiñana           | Norte: Fustiñana | Nordeste: Bardenas Reales  |
| Oeste: Ribaforada             |                  | Este: Bardenas Reales      |
| Suroeste: Ribaforada y Cortes | Sur: Cortes      | Sureste: Tauste (Zaragoza) |

## Historia

### Prehistoria
Los orígenes de Buñuel, podríamos encontrarse en el neolítico, (4500 a 5000 años a. C.), y en las primeras estribaciones de los montes de Las Bardenas, próximos a lo que entonces era el cauce del río Ebro, donde se hallaron unos fondos de cabañas, las cuales estuvieron habitadas por los primeros pobladores de la península, Iberos y Celtas.
Con la llegada de los romanos a la península, durante el siglo I de nuestra era y siendo emperador Calígula, descubrimos un asentamiento romano de esta centuria a poca distancia del núcleo actual de la villa, en el término de La Fontaza, llamado así por haber un manantial permanente. Este poblado está desaparecido totalmente. Era un pequeño núcleo habitado por varias familias y restos de edificaciones en piedra labrada, con sus pavimentos, molinos de piedra, trujales y abundante cerámica sigillata hispana, cuyo enclave tenía como explicación el encontrarse en la margen derecha del río Ebro y a pocos metros de lo que pudo ser una variante de la conocida calzada romana La Legio VII y que dividiéndose en Mallén, recorría la margen del río hasta llegar a Tudela.

### Edad Media
La creación de Buñuel como pueblo y su asentamiento, surgió tras la Reconquista del valle del Ebro en el siglo XII, por el rey Alfonso I el Batallador, como lo fue de igual forma, de una gran parte de los pueblos de esta Ribera de Navarra, Cabanillas, Fustiñana, Ribaforada, Cortes entre otros. 

#### Encomienda hospitalaria
Sus inicios se basaron principalmente en el asentamiento en este villa de una encomienda de la Orden Hospitalaria de San Juan de Jerusalén, dentro de la administración del Gran Priorato de Navarra de la Orden de San Juan de Jerusalén, a finales del siglo XII y primeros del XIII, dando ello lugar a la instauración del primer Concejo de Buñuel, que ya existe documentalmente en el año 1261. Esta orden hospitalaria ya instalada, y los que con ella arribaron, construyó la primera iglesia en honor de Santa María, hoy desaparecida, creó la cofradía de San Antón con su ermita dedicada al patrón de la villa, también desaparecida, e instaló la primera barca fluvial para cruzar el río Ebro a su margen izquierda, dando lugar, a disponer en el siglo XII y como enseña del Concejo de Buñuel, un escudo o emblema donde hay una barca con su mástil rematado en una cruz y en su cabecera la cruz de la Orden de Malta. Este escudo que en la actualidad se sigue usando de manera oficial por el municipio y cuyo blasón simboliza el privilegio de la villa de cobrar los derechos de paso a cuantos atravesasen el río Ebro dentro de los límites de su término. Servicio de paso que se mantuvo hasta el año 1965. Conjuntamente y con los cofrades de la mencionada Orden asentados en Cabanillas, consiguieron en el año de 1252 del rey Teobaldo I de Navarra, los permisos necesarios para la construcción de la Acequia del río Ebro hasta los términos de Buñuel, siendo esta la primera obra hidráulica realizada en Europa y que actualmente se conoce como Canal de Tauste.
En el año 1351 el Concejo de Buñuel tenía una población de 93 vecinos, de los cuales 20 eran hidalgos o infanzones, 67 eran labradores y clérigos había 6. Tenemos que destacar que en estos primeros años y entre sus habitantes, los primeros moradores fueron francos, no hubo vecinos moros ni judíos, como en la mayor parte de las poblaciones limítrofes, pues Navarra era un reino autónomo con reyes de la monarquía francesa.
En el siglo XV el Concejo de Buñuel tenía ejidos propios desde las mugas de Fustiñana y Ribaforada, siguiendo por el campo de Carratudela a la muga de Cortes y de Mora, volviendo por la muga de La Dehesa, del lugar llamado el Ginestar, hasta el mismo lugar y de allí por la huerta, hasta el río Ebro que torna a volver a la muga de Fustiñana; pero debido a los continuos años de sequía habidos en aquellas épocas, el Concejo viejo de Buñuel se había quedado reducido a treinta vecinos. Ror eso en 1496 dicho Concejo, hace un ofrecimiento de sus bienes comunes a todas aquellas personas que quisieran asentarse en su villa, cuyo ofrecimiento se basó en repartir vecindades y tierras a aquellos labradores del reino o fuera de él, para lo cual se creó un Concejo Nuevo que se hizo cargo de esos nuevos asentamientos.

### Edad Moderna
Después Conquista de Navarra por Fernando V el Católico, a comienzos del siglo XVI, se producen en esta zona abundantes conflictos con pueblos tan cercanos como Tauste y Tudela, por los derechos de aguas para riego agrícola, tanto en la margen izquierda del río Ebro como en la margen derecha. Por el lado izquierdo, el emperador Carlos I concede en 1529 a la villa de Tauste, permiso para ensanchar y alargar la Acequia del Ebro hasta Tauste y que se denominará desde ahora Canal de Tauste y por la margen derecha, la iniciativa aragonesa apoyada también por el emperador, de construir un nuevo canal que deberá partir desde Tudela para llevar el agua a Zaragoza, conocido como Canal Imperial. En ambos proyectos, se plantearon conflictos graves con los habitantes de Buñuel y que en el transcurso de los años se fueron superando, por las mejoras que dichos proyectos dieron.
El disfrutar del derecho de pastos y leña en Las Bardenas Reales le pertenecía a Buñuel por derecho propio derivado de la costumbre, siendo reconocido oficialmente por una sentencia dada el año 1541 en que se le concede el título de congozante con una participación en extensión de seiscientas hectáreas de terreno de secano que son las que actualmente tiene y disfruta.
La primitiva iglesia fue construida en el siglo XII por la Orden Hospitalaria de San Juan de Jerusalén bajo la advocación de Santa María y se mantuvo en pie hasta principios del siglo XIX en que se declaró su estado de ruina, por lo que el Ayuntamiento, el Clero y los vecinos, dependiendo de la Prelatura de la Orden Hospitalaria, deciden construir un nuevo templo a partir de 1855, año de la aparición de la Desamortización de Mendizábal, y en el lugar que actualmente se encuentra la dedicada a Santa Ana como patrona de la villa, siendo finalizadas las obras a comienzos de 1871.
En 1500 ya existía el patronazgo a Santa Ana en el pueblo, puesto que se ordenó al pintor Pedro de Oviedo, autor de varias obras famosas de la zona, realizar un trabajo para pintar un retablo de 5 a 6 metros de alto por 4 de ancho y así cubrir el testero de la nave del templo de la Orden Sanjuanista, con la invocación a Santa Ana en el Altar Mayor. En 1604 el visitador de la Orden de San Jerónimo mandó hacer la sacristía de igual forma que tenía la de la iglesia de Cabanillas que también pertenecía a la Orden de San Juan.
Durante los años siguientes, la villa padeció como todos los demás pueblos de España las continuas tensiones sociales y políticas de las monarquías imperantes, así como enfermedades como la peste, el cólera morbo, que mermaron su población. En 1707 y en plena Guerra de Sucesión, el párroco manifestaba el día 12 de mayo lo siguiente: «Este fue el día que salimos del cautiverio de los ladrones del Archiduque, porque bajaron los soldados de Felipe V (que Dios guarde), nuestro rey, a Magallón».
Con la creación de los nuevos canales de Tauste e Imperial, las tierras agrícolas propias del secano, pastos, cereales, viñedos y olivar, fueron dejando poco a poco sitio a nuevas roturaciones de terrenos aptas para el riego y en definitiva para los cultivos propios del regadío. Es entonces cuando la población de la Villa va aumentando lentamente con la llegada de nuevos vecinos, principalmente de pueblos y villas próximas a su territorio, estableciéndose con sus familias, todos los cuales contribuyeron a un mayor desarrollo de ella en años posteriores y dando un avance considerable en población, pasando de 811 vecinos en el año 1840, a 1300 vecinos en 1860.

### Edad Contemporánea
Entrados ya en el siglo XIX, tenemos nuevamente repercusiones graves para Buñuel debido a los conflictos bélicos originados con la invasión francesa y la toma del sitio de Tudela por las tropas napoleónicas. El alcalde se vio obligado a ponerse a las órdenes del Comisario de Guerra francés, establecido en Tudela, para enviarle durante el tiempo de ocupación, todos aquellos enseres, alimentos, personas, carros y animales de carga que le fueran requeridos, «so pena de no cumplir, será severamente sancionado». Dicha situación se mantuvo tensa durante los años órdenesde 1808 a 1810.
En los primeros años del siglo XIX y entre 1821 y 1823, comenzó en Navarra una sublevación popular llamada Guerra Realista, motivada por la obligación de aceptar la Constitución de un Gobierno Nacional. Se levantaron en todo el territorio facciones para luchar contra las milicias enviadas para acabar con los sublevados. Una partida de estas milicias establecidas en Tudela supieron que los Realistas estaban entrando en Buñuel y dirigiéndose aquí, se produjo la batalla en La Coloma, con 14 cadáveres que quedaron en el campo de batalla, sin contar 3 prisioneros y algunos que cayeron al Canal de Tauste.
Posteriormente, Navarra se encuentra envuelta en las guerras carlistas, en que una parte de los navarros se enfrentaron a la monarquía y al poder constitucional, teniendo otra vez los vecinos parte en ello, dejándose sentir el conflicto en cuanto al envío de personas y suministros, pero la población civil padeció levemente los avatares de estas guerras. Ya en el último tercio del siglo XIX, se termina la construcción de la vía férrea del Norte, que se inauguró en 1861 y estableciéndose una estación de ferrocarril local a 4 km del casco urbano, para los trenes del correo y de viajeros, con un servicio permanente de taxi y de autobús a la estación del ferrocarril que se instauró años más tarde.
A comienzos del este siglo XX, hoy ya terminado, e iniciada la revolución industrial, se pudo disponer en 1900, por primera vez, de alumbrado eléctrico en sus calles y algo más tarde de luz eléctrica en alguna de sus viviendas, gracias a un salto con turbina instalado en el llamado Escurridero de La Luz. Superó en 1910 la cifra de 2021 habitantes, siendo el año 1936, con 3088 habitantes, año en el que alcanzó Buñuel la mayor cifra de habitantes habidos. En 1923 terminaron las obras del nuevo colegio, inaugurándolas en la festividad de San Antón de 1924. Tres años más tarde en 1927 se instaló en Buñuel el primer cuartel de la Guardia Civil y en 1934 quedaron finalizadas las obras de Canal Victoria-Alfonso, canal iniciado bajo este reinado y conocido actualmente como Canal de Lodosa, el cual vino a proporcionar una mayor expansión a sus tierras destinadas al regadío.
La guerra civil española, entre 1936 y 1939, afectó a la población de esta villa, en que un importante número de vecinos jóvenes tuvieron que salir a luchar en los distintos frentes de combate, donde se produjeron numerosas bajas entre muertos y heridos, aunque no llegó a afectar directamente las acciones bélicas a la población civil, ni a la villa como tal, las represalias por parte del bando sublevado, que tuvieron el control de la zona desde el principio de la guerra, ocasionaron la muerte de 52 personas de la localidad de las que los restos de 20 sus restos todavía permanecen en paradero desconocido.[cita requerida]
Los años siguientes fueron duros para la población en general. La villa alcanzó un total de 3.018 habitantes en 1950, por lo que fue necesario preparar nuevas viviendas y expandir el casco urbano, ante la imperiosa necesidad de ellas, construcción que se llevó a efecto en 1957, con el reparto de 46 viviendas unifamiliares en el denominado Grupo San Antonio y posteriormente en 1961, con la finalización y entrega de otras 120 viviendas unifamiliares, denominadas como Grupo San Francisco Javier. Otro de los grandes avances que se consiguieron en la segunda mitad del siglo XX, sobre todo para la sanidad, la higiene y en bienestar de la población, fue cuando en 1967 se realizaron las instalaciones de agua corriente y potable en todas las viviendas, así como las redes de conducciones de vertidos residuales, todo dependiente de la Mancomunidad de Aguas del Moncayo y de la que forma parte, junto con otros pueblos, esta villa.
En el inicio del siglo XXI, Buñuel cuenta con casi 2500 habitantes, una parte de ellos dedicados a la agricultura, pero una parte también importante de su población, dedicada a la industria y a los servicios, con la incorporación de la mujer al trabajo, se encuentra en una fase de expansión y de desarrollo en todos los órdenes, dada la existencia en su término municipal de un polígono industrial Corquero, donde se encuentran ubicadas varias industrias de elaboración y transformación, así como la producción de derivados de la agricultura y de la ganadería, productos tan reconocidos y agradecidos que vienen dando estas tierras de cultivo en regadío, que son en sí, las fuentes de riqueza de su población.

## Demografía
Buñuel cuenta con una población de 2315 habitantes (INE 2024).
| Gráfica de evolución demográfica de Buñuel entre 1842 y 2021                                                        |
| |
| Población de derecho según los censos de población del INE Población de hecho según los censos de población del INE |

## Administración y política
| Periodo      | Nombre                       | Partido | Partido                                  |
| ------------ | ---------------------------- | ------- | ---------------------------------------- |
| 1979-1983    | Abilio Pórtoles Litago       |         | Unión de Centro Democrático (UCD)        |
| 1983-1987    | Luis Ignacio Litago San Juan |         | Partido Socialista de Navarra (PSN-PSOE) |
| 1987-1991    | Abilio Pórtoles Litago       |         | Independiente                            |
| 1991-1992    | Javier Francés Sayas         |         | Partido Socialista de Navarra (PSN-PSOE) |
| 1992-1995    | Fermín Royo Litago           |         | Partido Socialista de Navarra (PSN-PSOE) |
| 1995-1999    | Gonzalo Martínez Mayayo      |         | Unión del Pueblo Navarro (UPN)           |
| 1999-2011    | Santiago Mayayo Chueca       |         | Unión del Pueblo Navarro (UPN)           |
| 2011-2015    | Joaquín Pórtoles Beltrán     |         | Unión del Pueblo Navarro (UPN)           |
| 2015-2019    | José Antonio Lasheras Sanz   |         | Unión del Pueblo Navarro (UPN)           |
| 2019-2023    | María Teresa Espinosa Sáenz  |         | Cambiemos Buñuel (CB)                    |
| 2023-2025    | Enrique Villafranca Uriel    |         | Buñuel Independiente (BI)                |
| 2025-Actual. | María Teresa Espinosa Sáenz  |         | Cambiemos Buñuel (CB)                    |

| Partido político                         | 2023  | 2023       | 2019               | 2019               | 2015  | 2015       | 2011  | 2011       | 2007  | 2007       | 2003  | 2003       | 1999  | 1999       | 1995  | 1995       |
| Partido político                         | %     | Concejales | %                  | Concejales         | %     | Concejales | %     | Concejales | %     | Concejales | %     | Concejales | %     | Concejales | %     | Concejales |
| Cambiemos Buñuel (CB)                    | 30,87 | 4          | 37,93              | 4                  | —     | —          | —     | —          | —     | —          | —     | —          | —     | —          | —     | —          |
| Buñuel Independiente (BI)                | 29,73 | 3          | —                  | —                  | —     | —          | —     | —          | —     | —          | —     | —          | —     | —          | —     | —          |
| Unión del Pueblo Navarro (UPN)           | 26,79 | 3          | Navarra Suma (NA+) | Navarra Suma (NA+) | 53,12 | 6          | 47,36 | 6          | 54,33 | 6          | 54,81 | 6          | 55,44 | 6          | 52,67 | 6          |
| Partido Socialista de Navarra (PSN-PSOE) | 11,32 | 1          | 28,29              | 3                  | 41,47 | 5          | 25,43 | 3          | 26,49 | 3          | 43,07 | 5          | 42,23 | 5          | 45,37 | 5          |
| Navarra Suma (NA+)                       | —     | —          | 31,86              | 4                  | —     | —          | —     | —          | —     | —          | —     | —          | —     | —          | —     | —          |
| Partido Popular (PP)                     | —     | —          | Navarra Suma (NA+) | Navarra Suma (NA+) | —     | —          | 6,23  | 0          | —     | —          | —     | —          | —     | —          | —     | —          |
| Equo                                     | —     | —          | —                  | —                  | 3,68  | 0          | —     | —          | —     | —          | —     | —          | —     | —          | —     | —          |
| Agrupación Ciudadana por Buñuel (ACB)    | —     | —          | —                  | —                  | —     | —          | 19,33 | 2          | 18,07 | 2          | —     | —          | —     | —          | —     | —          |

## Cultura

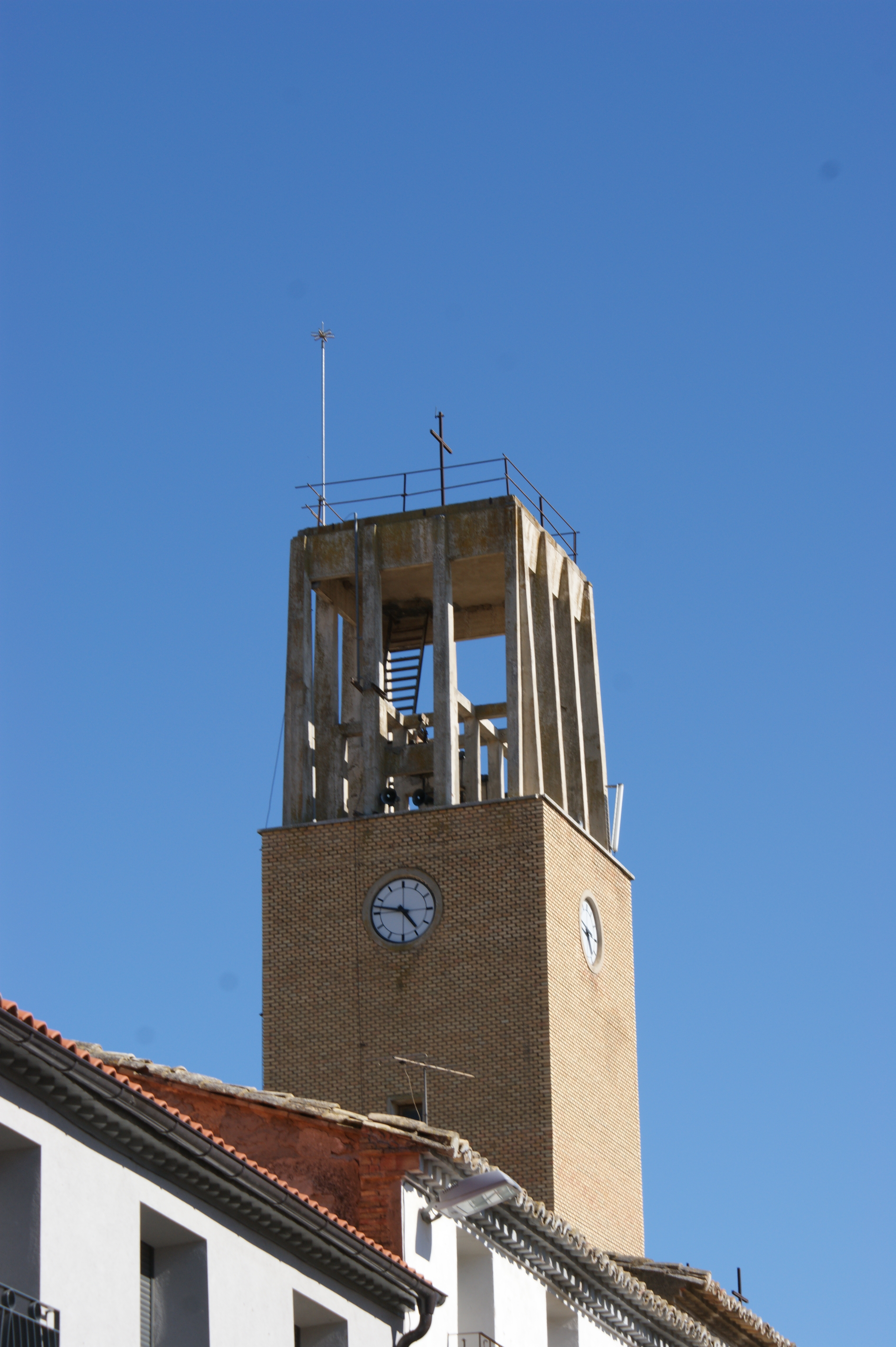
Torre de la iglesia

### Patrimonio

#### Monumentos religiosos
- Iglesia de Santa Ana: construida a partir de un edificio renacentista del siglo XVI de nave única y ábside pentagonal. En torno a 1958 se realizó una ampliación y se añadieron dos naves laterales cubiertas con arista y la fachada actual . En su interior se conserva un Cristo Crucificado, obra de Juan Biniés (1619), de estilo romanista y ya con rasgos naturalistas.

#### Monumentos Civiles
- Edificio del antiguo Hospital: se trata de un amplio edificio situado en el centro del pueblo de propiedad municipal. En el siglo XIX Buñuel ya tenía un hospital para enfermos y peregrinos que posteriormente se trasladó en 1908 a este edificio donado por la familia Ramírez Figueras.
- Palacio de los Condes de Altamira: este edificio fue construido en el siglo XVIII. Tiene una portada de estilo barroco. En él destaca su galería de arquillos en el ático. Anteriormente, este edificio fue habitado por la Orden de San Juan de Jerusalén.

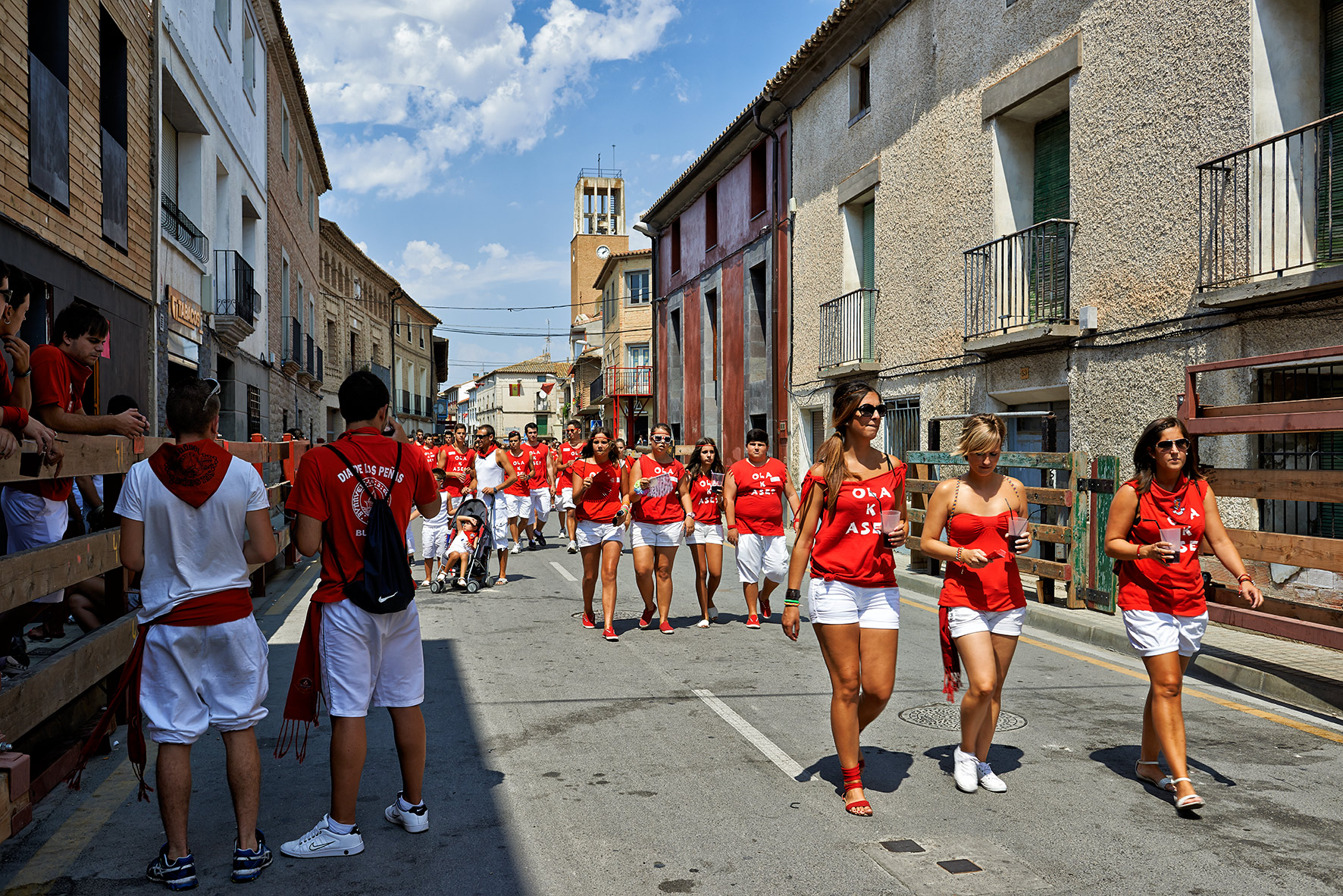
Día de las Peñas de las fiestas de agosto

### Fiestas
- Fiestas de Santa Ana: 24 al 26 de julio
- Fiestas de agosto: 14 al 21 de agosto.
- Fiestas de San Antón: 17 de enero
- Fiestas de la juventud: último fin de semana de octubre